# Theodor Herzl, der Bannerträger des jüdischen Volkes
Theodor Herzl, der Bannerträger des jüdischen Volkes è un film muto del 1921 diretto da Otto Kreisler. Interpretato da Ernst Bath, Rudolph Schildkraut e Joseph Schildkraut, ripercorre la vita e le idee di Theodor Herzl, il pioniere del moderno sionismo, illustrando con alcuni episodi, con personaggi e immagini simboliche, la storia degli ebrei fino ad arrivare all'epoca moderna.

## Produzione
Il film fu prodotto dalla Helios-Film GmbH (Wien).

## Distribuzione
Distribuito dalla Helios-Filmproduktion, venne presentato in prima a Vienna l'11 febbraio 1921.
Il National Center for Jewish Film (NCJF) ha distribuito il film in VHS nel 1995 in una versione restaurata. Negli USA, il film è conosciuto oltre che con il titolo Theodor Herzl (film) o Theodor Herzl, Standard-Bearer of the Jewish People, anche come The Wandering Jew.